# Ambrose (músico)
Bertrand Baruch Ambrose (septiembre 11 de 1896 Varsovia, Imperio Ruso-junio 11 de 1971 Leeds, Inglaterra), más conocido como Bert Ambrose o simplemente como Ambrose, fue un violinista y director de orquesta británico nacido en Polonia que fue de gran éxito en el periodo de entreguerras.

## Biografía
Ambrose nació el 11 de septiembre de 1896 en Varsovia (Polonia, por entonces parte del Imperio Ruso) en el seno de una familia judía, la cual tiempo después se mudó a Londres, donde su padre se desempeñó como vendedor de textiles en el East End según el censo inglés de 1911. Para aquel entonces, Ambrose (registrado como "Barnett") ya había empezado a tocar el violín.
Durante la Gran Guerra, Ambrose vivió con su tía en Nueva York, donde trabajó en el Palais Royal, llegando a ser líder de Big Band a los 20 años. Luego de una disputa laboral empezó a trabajar en otro local, donde se hizo bastante popular. Regresó a Londres en 1922 para actuar en el Embassy Club. Luego de dos años, decidió volver a los EE.UU. al recibir una oferta más lucrativa. Luego de un año de recibir pedidos para que volviera al Embassy, recién fue convencido de regresar por un cablegrama del Príncipe Eduardo.
Durante su primera estadía en el Embassy contrajo matrimonio con la norteamericana Kitty Brady en enero de 1924. Tuvieron dos hijas, Patricia (n. 1931) y Monica (n. 1933). Ambrose y Brady se separaron a fines de la década del 30, pero nunca llegaron a divorciarse.
En 1927, Ambrose se mudó al hotel May Fair, el cual le ofreció la posibilidad de realizar emisiones radiales que el Embassy le negó. Esto le trajo la posibilidad de grabar discos (de forma bastante tardía, aunque hizo una sesión sin éxito para la Columbia Records en 1923) mediante contratos con las disqueras HMV, Decca y Brunswick. También colaboró con varias celebridades norteamericanas de la época, como la famosa dupla compositora de Richard Rodgers y Lorenz Hart, el cómico Eddie Cantor y la cantante Connee Boswell. Entre los músicos que actuaron en su orquesta se encontraban Ted Heath y Sam Browne.
Tras rechazar un recorte salarial en 1933, Ambrose regresó nuevamente al Embassy solo para retornar al May Fair en 1936, luego de realizar una gira por las islas británicas y de rechazar ofertas desde Norteamérica. En 1937 adquirió el local Ciro's Club con el músico estadounidense Jack Harris, donde por un tiempo trabajó el pianista Art Tatum. Luego de un desacuerdo, Ambrose llegó al Café de Paris, emprendiendo una gira al estallar la Segunda Guerra Mundial.
A finales de la década del 30, Ambrose descubrió a la vocalista Vera Lynn con quien trabajó entre 1937 y 1940, para luego ser denominada como la "Novia del Ejército" durante la guerra. En 1940, Ambrose abandonó los escenarios por siete años, pasando a concentrarse en la grabación de discos con músicos de estudio, al estar gran parte de los suyos en el frente (algunos formaron la banda The Squadronnaires). A partir de 1947, Ambrose volvió a actuar en público, esta vez con una pequeña banda. Además se inició como mánager.
El declive de las Big Bands en los 50 afectó fuertemente a Ambrose al igual que a muchos de sus contemporáneos. Sin embargo, en 1954 descubrió a la cantante Kathy Kirby, con quien mantuvo una relación sentimental hasta sus últimos días pese a que esta era más de 40 años menor. Fue el 11 de junio de 1971, durante la grabación de un especial televisado de Kirby (para Yorkshire Television) cuando Ambrose se desvaneció repentinamente en el pozo de la orquesta, falleciendo poco después en un hospital de Leeds.
Tras su fallecimiento, su música se ha transmitido constantemente en la radio británica hasta la actualidad. En 2005 se instaló una placa dedicada a su memoria en el May Fair Hotel.
- Datos: Q436594
- Multimedia: Ambrose / Q436594